# Andrenosoma rubidapex
Andrenosoma rubidapex là một loài ruồi trong họ Asilidae. Andrenosoma rubidapex được Hermann miêu tả năm 1912.